# Акиеме, Серхио
Се́рхио Акиеме́ Родри́гес (исп. Sergio Akieme Rodríguez; род. 16 декабря 1997[…], Мадрид, Испания) — испанский футболист, защитник клуба «Реймс».

## Клубная карьера
Акиеме — воспитанник клубов «Хетафе» и «Райо Вальекано». В 2015 году он начал выступать за дублирующую команду последнего. 6 сентября 2016 года в поединке Кубка Испании против «Альмерии» Серхио дебютировал за основную команду. 9 сентября 2017 года в матче против дублёров «Севильи» он дебютировал в Сегунде. В 2018 году Акиеме помог клубу выйти в элиту. 21 октября в матче против «Хетафе» он дебютировал в Ла Лиге.
Вошёл в расширенный список из 24 игроков для подготовки к чемпионату Европы до 19 лет в Греции, в окончательную заявку не попал.